# Cómo entrenar a tu dragón 2
Cómo entrenar a tu dragón 2 es una película animada estadounidense escrita y dirigida por Dean DeBlois. Se estrenó en Estados Unidos el 13 de junio de 2014. Es la secuela de Cómo entrenar a tu dragón (2010). La cinta cuenta con las voces de Jay Baruchel, America Ferrera, Jonah Hill, Christopher Mintz-Plasse, T. J. Miller y Kristen Wiig, al igual que en la primera parte, más la adición de Cate Blanchett y Kit Harington al reparto.

## Argumento
Han pasado cinco años en la Isla de Berk ("Mema", en España), y de haber triunfado en la batalla contra al temeroso dragón ''Red Death'' ("Muerte Roja" en Hispanoamérica y "Sintecho" en España), ahora a diferencia de los sucesos acontecidos en la primera película los dragones se volvieron muy populares, llegando al punto de que todos en la isla tienen uno. Mientras Astrid, novia de Hipo, y los demás compañeros compiten en carreras de dragones (nuevo deporte en Berk), Hipo y Toothless exploran, descubren y registran todos los lugares que encuentran, con la esperanza de encontrar nuevas especies de dragones.
Un día Hipo, Astrid y Toothless llegan a extrañas tierras desconocidas y se encuentran con un grupo de cazadores de dragones dirigidos por Eret, hijo de Eret. Hipo vuelve a Berk y se lo cuenta a su padre, Estoico, el líder de la tribu; este le dice a Hipo que deben prepararse para una guerra. Sin embargo, Hipo desobedece a su padre y va junto con Astrid en busca de Drago Manodura (líder de los cazadores) para tratar de hacerle cambiar de idea acerca de los dragones y evitar la guerra.
Sin embargo, Estoico y los otros jinetes también van a buscarlo, lo que arruina el plan de Hipo, quien se marcha con Toothless. En el camino, los dos se encuentran con un extraño y misterioso jinete de dragones que se los lleva. El jinete de dragones resulta ser Valka, la madre de Hipo, a la que todos daban por muerta. Tras explicarle su historia, Valka intenta enseñarle a su hijo todo lo que sabe de los dragones, también le enseña un dragón Alfa, la Salvajibestia (Rey de los dragones) que puede controlar a todos los dragones con sus capacidades de control mental.
Estoico logra encontrar a Hipo e intenta que vuelva a Berk, pero se lleva una enorme sorpresa al encontrar a su esposa desaparecida. Los tres tienen la esperanza de volver a ser una familia hasta que llega Drago, que logra dominar a todos los dragones que se encuentran allí gracias a su propio dragón Alfa, entablando una batalla entre ambos dragones colosales saliendo el de Drago como vencedor; el dragón Alfa llega incluso a controlar a Toothless.
Drago obliga a Toothless a atacar a Hipo, pero Estoico se interpone al último segundo y muere por salvar a su hijo. Hipo queda destrozado por la pérdida de su padre y cuando Toothless recupera por un tiempo la conciencia se da cuenta de lo que pasó y se acerca al cadáver de Estoico, pero Hipo enfurecido repudia a su dragón, que se marcha; este vuelve a ser controlado por Drago, y es montado por el, dirigiéndose hacia Berk. Mientras tanto Hipo, su madre, Bocón y los otros jinetes hacen un funeral vikingo en memoria de Estoico, lanzando flechas en llamas hacia un barco donde se encuentra el cadáver de Estoico. El joven se ve obligado entonces a heredar el título de jefe de su padre y volver a la isla, pero pronto descubre que existe una posibilidad de derrotar a Drago, pues su dragón Alfa solo logra controlar a los grandes dragones; las crías logran escapar a su poder por su carácter rebelde. Montados en las crías de dragón, Hipo y los otros jinetes se dirigen a Berk, Hipo va hacia Toothless mientras que los otros tratan de distraer a la Salvajibestia. Hipo, tras alcanzar a Toothless para tratar de hacerlo reaccionar poco a poco.
Luego de recuperar su conciencia, Toothless e Hipo se enfrentan a Drago y a su Salvajibestia, pero este último los ataca, y al final encierra al dragón en hielo. Sin embargo, Toothless destroza el enorme hielo, revelando que tanto Hipo como él están ilesos. A continuación, reta a la Salvajibestia, disparándole en la cara varias veces, lo que rompe su control sobre los otros dragones, que ahora consideran a Toothless como el nuevo dragón Alfa. Todos los dragones le empiezan a disparar repetidas veces a la Salvajibestia hasta que Toothless dispara una ráfaga masiva final, rompiendo su colmillo gigante izquierdo. Derrotado, la Salvajibestia se retira bajo el mar con Drago en su espalda. Los vikingos y los dragones celebran su victoria e Hipo finalmente se convierte en jefe de Berk.
Luego, Hipo le ofrece quedarse en Berk a su madre y luego le entrega a Eret el dragón que pertenecía a su padre (debido a que ya no tiene dueño). La historia termina con todos compitiendo en las carreras de dragones, a quienes se les une Hipo, ganando el juego.

## Personajes
- Jay Baruchel como Hipo Horrendo Abadejo III ("Hiccup Horrendous Haddock 3" en inglés), el hijo adulto sofisticado y brillante del jefe de Berk. Es el mejor jinete de dragones ya que tiene la mejor relación con ellos y es también el prometido de Astrid Hofferson. Su mejor amigo y dragón es Toothless ("Chimuelo" en Hispanoamérica, "Desdentao" en España), un Furia Nocturna. Su voz en España es de Álvaro De Juan y su voz en Hispanoamérica es de Eleazar Gómez.
- America Ferrera como Astrid Hofferson, una mujer adulta vikinga de la tribu de los Hooligans Peludos, la futura esposa de Hipo y la mejor jinete de dragones después de este. Es fuerte, hermosa y no se detiene por nada para proteger a sus seres queridos, sobre todo a su prometido. Su dragón es Stormfly (Torménta en Hispanoamérica y en España), una Nadder Mortal. Su voz en España es de Laura Pastor y en Hispanoamérica es de Leyla Rangel.
- Gerard Butler como Estoico el Vasto (en Hispanoamérica, Estoico el Inmenso en España), el jefe de la tribu vikinga y padre de Hipo. Su voz en España es de José Luis Ángulo y su voz en Hispanoamérica es de Idzi Dutkiewicz.
- Cate Blanchett como Valka, una justiciera solitaria, mujer de Estoico y madre de Hipo. Experta en dragones. Su voz en España es de Ana García Olivares y su voces en Hispanoamérica es de Rebeca Patiño y Jessica Giesemann cuándo cantada.
- Craig Ferguson como Bocón, el rudo, el mejor amigo de Estoico y un guerrero vikingo con experiencia. Su voz en España es de Julio Lorenzo y su voz en Hispanoamérica es de Héctor Lee.
- Jonah Hill como Patán Mocoso Jorgenson, un vikingo no muy listo y muy competitivo para habilidades de fuerza. Es primo de Hipo y no tienen una gran amistad, pero lo sigue por ser muy valiente; ahora está enamorado de Brutilda (en Hispanoamérica, llamada Brusca en España) debido a que Astrid se comprometió con Hipo. Su dragón es Hookfang (Diente Púa / Garfios en Hispanoamérica, Garfios en España), un Pesadilla Monstruosa. Su voz en España es de Adrián Viador y su voz en Hispanoamérica es de Héctor Emmanuel Gómez.
- Christopher Mintz-Plasse como Patapez Ingerman, es un vikingo muy grande y gordo y con frecuencia lanza chorros de información sobre los dragones siempre que puede, por lo general, como si estuviera describiendo las estadísticas de una criatura en un juego RPG. También está enamorado de Brutilda (o Brusca). Su dragón es una hembra Gronckle llamada Barrilete en España y Gorgontúa / Albóndiga en Hispanoamérica. Su voz en España es de Germán Mozo y su voz en Hispanoamérica es de Ricardo Bautista.
- T. J. Miller y Kristen Wiig como Brutacio y Brutilda Torton ("Tuffnut y Ruffnut Thorston" en inglés, Chusco y Brusca en España), un par de gemelos fraternales pertenecientes a la tribu de los Hooligans Peludos. Están constantemente discutiendo entre sí, a veces hasta llegar al punto de la violencia física, pero nunca lo suficientemente en serio como para separarlos. Sus voces en España son las de Raúl Rojo y Andrea Rius, sus voces en Hispanoamérica son las de Carlo Vázquez y Karla Falcón.
- Kit Harington como Eret, hijo de Eret, un cazador de dragones que trabaja para Drago. Su voz en España es de Eduardo Bosch y su voz en Hispanoamérica es de Gabriel Basurto.
- Djimon Hounsou como Drago Manodura (Drago Bludvist en inglés, Drago Puño Sangriento en España), antagonista principal de la historia, cazador y domador de dragones. Su voz en España es de Rafael Azcárraga y su voz en Hispanoamérica es de Carlos Segundo.

## Desarrollo
Tras el éxito de la primera película, la secuela se anunció el 27 de abril de 2010. Jeffrey Katzenberg, CEO de DreamWorks Animation, reveló que planeaban estrenar la segunda parte en 2013. Más tarde, se anunció que DeBlois había comenzado la redacción del esbozo de una secuela en febrero de 2010 en el Rancho Skywalker, durante la mezcla final de sonido de la primera película. La película estaba programada originalmente para ser lanzada el 20 de junio de 2014, pero en agosto de 2013, la fecha de lanzamiento se adelantó una semana.

## Estreno en cines
La película se proyectó fuera de competición el 16 de mayo de 2014 en el Festival de Cine de Cannes. En Estados Unidos, la película se estrenó el 8 de junio de 2014 en The Regency Village Theater, en Los Ángeles, California, y se estrenó en el resto de los cines del país el 13 de junio de 2014. La película también fue remasterizada digitalmente en IMAX 3D.

## Lanzamiento en DVD y Blu-ray
Cómo entrenar a tu dragón 2 fue lanzada en DVD, en un combo de DVD y Blu-ray y en Blu Ray 3D el 11 de noviembre de 2014. Un paquete doble de dos DVD, uno con la película y otro con detalles del detrás de cámara, también fue lanzado en México.

## Recepción

### Recaudación
Cómo entrenar a tu dragón 2' recaudó 177 002 924 dólares en Estados Unidos, y 441 907 011 dólares en otros países, para un total mundial de 618 909 935 $ dólares. Fue así la película animada más taquillera del 2014, superando a Rio 2 y The Lego Movie.
En Estados Unidos y Canadá, la película recaudó 18 500 000 dólares en su primer día, y terminó en el segundo lugar de la taquilla en su primer fin de semana de estreno, con 49 451 322 dólares, detrás de 22 Jump Street. En su segundo fin de semana, la película bajó al tercer lugar, recaudando un adicional de 24 719 312 dólares. En su tercer fin de semana, la película permaneció en el tercer puesto, con ganancias de 13 237 697 dólares. En su cuarto fin de semana, la película cayó al quinto puesto, recaudando 8 961 088 dólares.

### Crítica
La película, al igual que su predecesora, recibió aclamación por parte de la crítica y de la audiencia. En el portal de internet especializado Rotten Tomatoes, la película posee una aprobación de 92 %, basada en 165 reseñas, y con un consenso que dice: «Emocionante, emocionalmente resonante, y bellamente animada, Cómo entrenar a tu dragón 2 se construye sobre los éxitos de su predecesora justo en la manera en que una secuela lo debería hacer». De parte de la audiencia tiene una aprobación de 90 %.
La página web Metacritic le ha dado a la película una puntuación de 76 sobre 100, basada en 39 reseñas, indicando "reseñas generalmente favorables". 
Las audiencias de CinemaScore le han dado una puntuación de "A" en una escala de A+ a F, mientras que en el sitio IMDb los usuarios le han dado una puntuación de 7.8/10, sobre la base de más de 220 000 votos.

## Banda sonora
La música de la película fue compuesta por John Powell, quien ya había estado a cargo de la banda sonora de la primera entrega.

## Dragones
Para ver los Dragones de la primera película: Dragones

### Bewilderbeast
Conocidos como Salvajibestias en Hispanoamérica y como Bestibestias en España. Son dragones de clase Alfa, de tamaño colosal, con un par de gigantes colmillos. Tienen un aliento de hielo que congela todo lo que tocan. Aparecen dos dragones de este tipo: uno blanco, que está con Valka y es el Alfa de todos los dragones que habitaban en el nido que custodiaba, y otro negro, que estaba con Drago. Este último logra vencer al primero y se convierte por un pequeño lapso de tiempo en el Alfa de todos los dragones del nido y también de los de la Isla de Berk, hasta que Toothless se enfrenta al alfa, venciéndolo a él y a Drago, haciendo que desaparezcan en el mar y convirtiéndose así él en el nuevo Alfa.

### Stormcutter
Un dragón con dos pares de alas formando un ala x, las principales y unas un poco más pequeñas, con un cuerpo y cabeza parecidos a un Furia Nocturna, pero más grande. El dragón de Valka es de esta especie y lo llama Cloudjumper (Brincanubes en Hispanoamérica y Asaltanubes en España).

### Hotburple
Grande, gordo, holgazán, muy pesado y resistente. Con un disparo de lava aún más fuerte que el de un Gronkcle. Bocón tiene uno llamado Gruñón.

### Gruñido
Dragón con un par de alas, y patas traseras y delanteras, con un parecido a un dinosaurio. Aparece uno ciego en el nido de dragones, ya que este fue atacado por Drago.

### Cuerno Tronante
El Cuerno Tronante posee un cuerpo redondeado y un cuello grueso cubierto por grandes placas. Sus alas son grandes y gruesas, al igual que sus patas y su cola, la cual termina en forma de un mazo alargado con picos pequeños. Posee un hocico corto, con un cuerno nasal fino y curvado hacia dentro, y un par de cuernos muy largos y finos sobre su cabeza que se curvan hacia los costados. Sus ojos son pequeños, y en su mandíbula inferior, más grande que la superior, hay un grueso y corto cuerno que se curva hacia dentro. Un dragón de esta especie llamado Rompecráneos es cabalgado por Estoico, el cual más tarde pasa a ser montado por Eret, tras la muerte del primero.

## Secuela
En noviembre de 2010, el CEO de DreamWorks, Jeffrey Katzenberg, confirmó que también habría una tercera película de la franquicia: "Cómo entrenar a tu dragón". Dean DeBlois, el escritor y director de la segunda y de esta tercera película, dijo: "Cómo entrenar a tu dragón 2 se está diseñando intencionalmente como el segundo acto de la trilogía. Hay ciertos personajes y situaciones que entran en juego en la segunda película que se convertirán en algo mucho más crucial para la historia de la tercera". DeBlois dijo en otra entrevista que la tercera parte se daría a conocer en 2016. A pesar de que la serie de películas ha tomado un camino diferente sobre la historia de Hipo y los vikingos, la escritora del libro en el que se basa la saga, Cressida Cowell, ha puesto de manifiesto que la trilogía y la serie de libros tendrán terminaciones similares (con "una explicación de por qué los dragones no existirán más"). La película fue producida por Bonnie Arnold y coproducida por DeBlois y Chris Sanders.
En septiembre de 2012, 20th Century Fox y DreamWorks anunciaron la fecha de estreno, la cual sería el 18 de junio de 2016, cambiada posteriormente al 17 de junio de 2016. En septiembre de 2014, la fecha de estreno de la película se trasladó al 9 de junio de 2017. DeBlois explicó el porqué de los cambios en la fecha de estreno:

"Es sólo que estas películas se toman tres años. Creo que fue un poco ambicioso decir que se estrenaría en 2016 (risas)... No hay suficiente tiempo. Así que sabiendo que se toman tres años a partir de este momento, de formular y escribir el guion a través de la iluminación definitiva de la misma, es sólo un proceso de construcción de modelos y haciendo pruebas y animación, guiones gráficos, todo esto sólo se suma hasta aproximadamente tres años".

En enero de 2015, la fecha de lanzamiento se retrasó al 29 de junio de 2018, después de la reestructuración de las compañías productoras y de despidos masivos realizados para "maximizar la empresa" y los recursos creativos, reducir costos e impulsar la rentabilidad.

## Premios y nominaciones

### Premios Óscar
| Año  | Categoría              | Resultado |
| ---- | ---------------------- | --------- |
| 2015 | Mejor película animada | Nominada  |

### Globo de Oro
| Año  | Premio               | Categoría              | Resultado |
| ---- | -------------------- | ---------------------- | --------- |
| 2015 | Premios Globo de Oro | Mejor película animada | Ganador   |

### Premios de la Crítica Cinematográfica
| Año  | Categoría              | Resultado |
| ---- | ---------------------- | --------- |
| 2015 | Mejor película animada | Ganador   |

### Premios Annie
| Año  | Categoría                                                  | Nominado                                                              | Resultado |
| ---- | ---------------------------------------------------------- | --------------------------------------------------------------------- | --------- |
| 2015 | Mejor película animada                                     | Cómo entrenar a tu dragón 2                                           | Ganador   |
| 2015 | Mejor dirección en una película animada                    | Dean DeBlois                                                          | Ganador   |
| 2015 | Mejor guion en una película animada                        | Dean DeBlois                                                          | Nominado  |
| 2015 | Mejor Storyboard en una producción de película animada     | Truong "Tron" Son Mai                                                 | Ganador   |
| 2015 | Mejor animación en una producción animada                  | Steven "Shaggy" Hornby Thomas Grummt                                  | Nominado  |
| 2015 | Mejor animación en una producción animada                  | Fabio Lignini                                                         | Ganador   |
| 2015 | Mejor música en una producción animada                     | John Powell                                                           | Ganador   |
| 2015 | Mejores efectos en una película animada                    | James Jackson Lucas Janin Tobin Jones Baptiste Van Opstal Jason Mayer | Nominado  |
| 2015 | Diseño de producción en una producción de película animada | Dean DeBlois                                                          | Nominado  |
| 2015 | Mejor montaje en una película animada                      | John K. Carr                                                          | Ganador   |

### Premios BAFTA Children Awards
| Año  | Categoría              | Resultado |
| ---- | ---------------------- | --------- |
| 2014 | Mejor película animada | Ganador   |

### 3D Society Awards
| Año  | Categoría                        | Resultado |
| ---- | -------------------------------- | --------- |
| 2014 | Mejor estereografía de animación | Ganador   |

### Broadcast Film Critics Association Awards
| Año  | Categoría              | Nominado                    | Resultado |
| ---- | ---------------------- | --------------------------- | --------- |
| 2015 | Mejor película animada | Cómo entrenar a tu dragón 2 | Nominado  |

### Premios Satellite
| Año  | Categoría              | Nominado                    | Resultado |
| ---- | ---------------------- | --------------------------- | --------- |
| 2015 | Mejor película animada | Cómo entrenar a tu dragón 2 | Nominado  |

### Nerdist Movie Awards
| Año  | Categoría          | Nominado                  | Resultado |
| ---- | ------------------ | ------------------------- | --------- |
| 2015 | Mejores compañeros | Hipo y Chimuelo/Desdentao | Nominados |

### Producers Guild Award
| Año  | Categoría              | Resultado |
| ---- | ---------------------- | --------- |
| 2015 | Mejor película animada | Nominado  |